# Jacques Archambault
Pour les articles homonymes, voir Jacques Archambault (homme politique) et Archambault (homonymie).
Jacques Archambault (1604-1686) est né vers 1604 à Dompierre-sur-Mer ou Saint-Xandre. Laboureur et vigneron, il s'établit en Nouvelle-France et fut l'un des artisans de la fondation de Ville-Marie (Montréal). Il creusa le premier puits de l'île de Montréal, près de ce qui est aujourd'hui la Pointe-à-Callière, en 1658, à la demande du gouverneur de Montréal, Paul de Chomedey de Maisonneuve. Sur une plaque, qui commémore ce geste, est gravé :

« Près d'ici « sur la Place d'Armes du port » Jacques Archambault (1604-1686) ancêtre unique des Archambault d'Amérique creusa en 1658 le premier puits de l'île de Montréal à la demande du gouverneur M. de Maisonneuve. »

Le 24 janvier 1629, à Dompierre-sur-Mer, il se marie avec Françoise Tourault, puis, le 26 janvier au Cap-de-la-Madeleine, Marie Denot de La Martinière. Il est l’ancêtre de tous les Archambault, Lauzon et Chalifoux d’Amérique du Nord.

## Postérité
Déjà, vers 1800, le couple formé de Jacques Archambault et Françoise Tourault, arrivait au 4e rang au Québec pour le nombre de descendants mariés. Il est l'ancêtre unique de tous les Archambault d'Amérique du Nord. Près de 7500 personnes seraient des descendantes de l'union Archambault-Tourault vers les années 1800.